# خوخ ملون
الخوخ الملون (باللاتينية: Prunus discolor) هو أحد أنواع جنس الخوخ من الفصيلة الوردية. يعد من أنواع اللوز البري.

## الموئل والانتشار
ينتشر في بلاد الشام وتركيا.

## مرادفات للاسم العلمي
- (باللاتينية: Amygdalus orientalis var. discolor Spach)
- (باللاتينية: Amygdalus discolor (Spach) M. Roem.)
- (باللاتينية: Amygdalus orientalis var. discolor Spach)
- (باللاتينية: Amygdalus graeca Lindl.)